# Beaver Dam, Arizona
Beaver Dam je naseljeno područje za statističke svrhe u američkoj saveznoj državi Arizona. Prema popisu stanovništva iz 2010. u njemu je živjelo 1,962 stanovnika.